# Baia

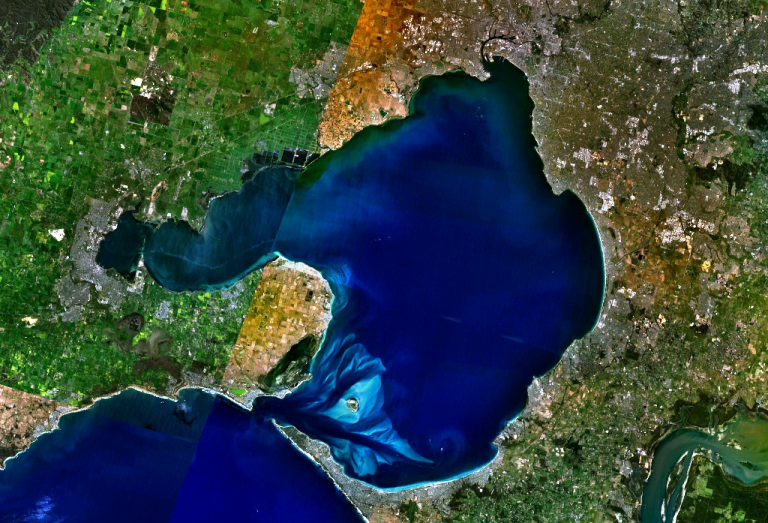
La baia di Port Phillip sulle cui coste sorge Melbourne (Australia).

Una baia è un'insenatura costiera poco estesa, generalmente meno di un golfo, che presenta un'entrata dal mare o dal lago talvolta stretta ma anche larga e che poi penetra profondamente nell'entroterra. 
Nei toponimi di origine anglosassone, si usa il termine "baia" anche per specchi d'acqua ampi come golfi o come mari, dato che l'inglese bay indica insenature anche molto vaste, rispetto al corrispettivo termine italiano. La baia di Hudson ad esempio è molto più grande di altri specchi acquei definiti "mari", come il mare Adriatico, il Mar Tirreno e il Mar Ionio.